# Zorin OS
Zorin OS est une distribution Linux basée sur Ubuntu. Il utilise par défaut un environnement de bureau GNOME (et XFCE pour l'édition Lite). Le bureau est adapté afin d'aider les utilisateurs à passer facilement de Windows, MacOS ou ChromeOS à un environnement Linux.
Zorin OS est fourni avec Wine et PlayOnLinux en natif pour l'exécution de logiciels Windows.
Zorin OS est distribué en trois éditions gratuites : Core, Lite et Education; et une édition payante : Pro (anciennement Ultimate) laquelle comprend la version Pro Lite.

## Caractéristiques
Pour des raisons de stabilité et de sécurité Zorin OS repose sur les versions LTS d'Ubuntu. Il utilise ses propres référentiels de logiciels ainsi que les référentiels Ubuntu. Ces référentiels sont accessibles via les commandes courantes apt-get ou apt install via le terminal Linux, ou via un gestionnaire de logiciel basé sur une interface graphique qui offre une expérience de type magasin d'applications aux utilisateurs qui ne souhaitent pas utiliser le terminal.
Le système d'exploitation est également livré avec un certain nombre de dispositions ou de thèmes de bureau pour modifier l'environnement de bureau. Les thèmes permettent aux utilisateurs de modifier l'interface pour qu'elle ressemble à celles de Microsoft Windows, macOS ou Ubuntu et permettent à l'interface d'être familière quel que soit le système précédent d'où provient un utilisateur.  Comme pour tous les environnements de bureau basés sur GNOME, l'apparence du bureau peut être modifiée à l'aide des extensions GNOME.

## Éditions
Depuis la version 17.3 Zorin OS   est disponible en quatre éditions.
| Edition            | Version | Payante | Basée        | Bureau     |
| ------------------ | ------- | ------- | ------------ | ---------- |
| Zorin OS Pro       | 17.3    | Oui     | Ubuntu 22.04 | Gnome 43.9 |
| Zorin OS Core      | 17.3    | Non     | Ubuntu 22.04 | Gnome 43.9 |
| Zorin OS Education | 17.3    | Non     | Ubuntu 22.04 | Gnome 43.9 |
| Zorin OS Lite      | 17.3    | Non     | Ubuntu 22.04 | Xfce 4.18  |

L'équipe de développement de Zorin OS a toutefois annoncé que l'édition Lite de leur système d'exploitation prendra fin avec la version 18. Cette décision est justifiée pour plusieurs raisons : les versions Core, Pro et Education sont aujourd'hui suffisamment optimisées pour fonctionner sur du matériel ancien (jusqu'à 15 ans), malgré l'utilisation de l'environnement de bureau GNOME théoriquement plus gourmand en ressources que XFCE. De plus, se concentrer sur un seul environnement de bureau permettra d'offrir une expérience utilisateur cohérente et homogène à tous les usagers de Zorin OS. Également, supprimer la version Lite permettra aux développeurs de focaliser davantage leurs efforts sur l'innovation et l'amélioration des trois autres éditions.

## Histoire
Le projet est lancé en 2008 par les cofondateurs Artyom et Kyrill Zorin. La société est basée à Dublin, en Irlande.
Zorin OS est initialement publié le 1er juillet 2009. Depuis la version 16.3, l'outil de mise à niveau du système peut être utilisé pour mettre à niveau les installations existantes ; les versions antérieures obligeaient les utilisateurs à effectuer une nouvelle installation. Zorin OS passe le cap du demi-million de téléchargements en mars 2017 avec sa version 12 et dépasse le million d'installations en novembre 2017. Selon le site officiel, la version 16 a été téléchargée 6,4 millions de fois.

### Historique des versions
| Version                      | Date de publication | Date d'obsolescence | Basée            |
| ---------------------------- | ------------------- | ------------------- | ---------------- |
| Zorin OS 1.0                 | 1er juillet 2009    |                     | Ubuntu 9.04      |
| Zorin OS Limited Edition '09 | 7 décembre 2009     |                     | Ubuntu 9.04      |
| Zorin OS 2                   | 1er janvier 2010    |                     | Ubuntu 9.10      |
| Zorin OS 3                   | 10 juin 2010        |                     | Ubuntu 10.04     |
| Zorin OS 4                   | 22 décembre 2010    |                     | Ubuntu 10.10     |
| Zorin OS 5                   | 6 juin 2011         |                     | Ubuntu 11.04     |
| Zorin OS 5.1                 | 23 aout 2011        |                     | Ubuntu 11.04     |
| Zorin OS 6                   | 18 juin 2012        |                     | Ubuntu 12.04 LTS |
| Zorin OS 6.1                 | 8 novembre 2012     |                     | Ubuntu 12.04 LTS |
| Zorin OS 6.2                 | 27 février 2013     |                     | Ubuntu 12.04 LTS |
| Zorin OS 6.3                 | 14 mai 2013         |                     | Ubuntu 12.04 LTS |
| Zorin OS 6.4                 | 28 août 2013        |                     | Ubuntu 12.04 LTS |
| Zorin OS 7                   | 10 juin 2013        |                     | Ubuntu 13.04     |
| Zorin OS 8                   | 27 janvier 2014     |                     | Ubuntu 13.10     |
| Zorin OS 9                   | 15 juillet 2014     |                     | Ubuntu 14.04 LTS |
| Zorin OS 10                  | 1er août 2015       |                     | Ubuntu 15.04     |
| Zorin OS 11                  | 3 février 2016      |                     | Ubuntu 15.10     |
| Zorin OS 12                  | 18 novembre 2016    | 29 Avril 2021       | Ubuntu 16.04 LTS |
| Zorin OS 12.1                | 27 février 2017     | 29 Avril 2021       | Ubuntu 16.04 LTS |
| Zorin OS 12.2                | 8 septembre 2017    | 29 Avril 2021       | Ubuntu 16.04 LTS |
| Zorin OS 12.3                | 16 mars 2018        | 29 Avril 2021       | Ubuntu 16.04 LTS |
| Zorin OS 12.4                | 13 septembre 2018   | 29 Avril 2021       | Ubuntu 16.04 LTS |
| Zorin OS 15                  | 5 juin 2019         | Avril 2023          | Ubuntu 18.04 LTS |
| Zorin OS 15.1                | 17 décembre 2019    | Avril 2023          | Ubuntu 18.04 LTS |
| Zorin OS 15.2                | 5 mars 2020         | Avril 2023          | Ubuntu 18.04 LTS |
| Zorin OS 15.3                | 8 septembre 2020    | Avril 2023          | Ubuntu 18.04 LTS |
| Zorin OS 16                  | 17 août 2021        | Avril 2025          | Ubuntu 20.04 LTS |
| Zorin OS 16.1                | 10 mars 2022        | Avril 2025          | Ubuntu 20.04 LTS |
| Zorin OS 16.2                | 27 octobre 2022     | Avril 2025          | Ubuntu 20.04 LTS |
| Zorin OS 16.3                | 27 juillet 2023     | Avril 2025          | Ubuntu 20.04 LTS |
| Zorin OS 17                  | 20 décembre 2023    | Avril 2027          | Ubuntu 22.04 LTS |
| Zorin OS 17.1                | 7 mars 2024         | Avril 2027          | Ubuntu 22.04 LTS |
| Zorin OS 17.2                | 19 septembre 2024   | Avril 2027          | Ubuntu 22.04 LTS |
| Zorin OS 17.3                | 26 mars 2025        | Avril 2027          | Ubuntu 22.04 LTS |

### Zorin OS 2
5 éditions différentes : Core, Gaming, Multimedia, Educational et Ultimate

### Zorin OS 3
"Zorin OS Look Changer" est ajouté

### Zorin OS 4
Amélioration des performances et du gestionnaire de fichiers

### Zorin OS 5
Editions Core et Ultimate disponibles, nouveau thème

#### Zorin OS 5.1
Kernel mis à jour, changements esthétiques

### Zorin OS 6
Editions Core et Ultimate disponibles

#### Zorin OS 6.1
Mise à jour du kernel et mises à jour de sécurité

#### Zorin OS 6.3
Mise à jour du kernel

#### Zorin OS 6.4
Mise à jour du kernel

### Zorin OS 7
Editions Core et Ultimate disponibles, Linux kernel 3.8

### Zorin OS 8
Editions Core et Ultimate disponibles, améliorations de l'interface utilisateur, "Zorin theme changer"

### Zorin OS 9
Editions Core et Ultimate disponibles, amélioration de la stabilité, support de Firefox, plus de thèmes

### Zorin OS 10
Améliorations des performances et de la sécurité

### Zorin OS 11
Editions Core et Ultimate disponibles, nouvelles applications par défaut

### Zorin OS 12
Nouveau bureau Zorin, "Activities overview"

#### Zorin OS 12.1
Corrections de bugs, nouvelles fonctionnalités sur le bureau, meilleures performances

#### Zorin OS 12.2
Meilleures performances et stabilité

#### Zorin OS 12.3
Compatibilité avec Wine intégrée, support de Direct3D 10 et 11

#### Zorin OS 12.4
Linux kernel 4.15, meilleures performances

### Zorin OS 15
Améliorations des performances, "Zorin Connect" (synchronisation des notifications avec les appareils Android), nouveau thème de bureau, fonctions pour améliorer l'agencement du tactile, support de flatpak, nouvelle police de caractères

#### Zorin OS 15.1
Réduction des problèmes de pilotes et de kernel présents dans la version 15, amélioration de la compatibilité avec les périphériques et de la stabilité du système

#### Zorin OS 15.2
Sécurité renforcée et compatibilité matérielle

#### Zorin OS 15.3
Amélioration de l'interface utilisateur pour la gestion des tâches et mise à jour de LibreOffice, optimisation de la compatibilité et de la sécurité du matériel

### Zorin OS 16
Nouvelle ergonomie, optimisation des performances et accroissement de la rapidité, système plus fluide, déploiement de flatpak / flathub, agrandissement du magasin d'application, installation plus facile des logiciels Windows

#### Zorin OS 16.1
Sécurité renforcée et meilleure compatibilité matérielle, nouvelle version de Libre Office.

#### Zorin OS 16.2
Compatibilité améliorée pour les logiciels Windows, nouvelles polices de caractère compatibles Microsoft, mise à jour des applications du magasin, version améliorée de "Zorin Connect", sécurité renforcée et meilleure compatibilité matérielle

#### Zorin OS 16.3
Nouvel outil "Zorin OS Upgrader", mise à jour des applications du magasin, nouvelle version de Libre Office, version améliorée de "Zorin Connect", sécurité renforcée et meilleure compatibilité matérielle

### Zorin OS 17
Disponible en trois versions : Pro, Core et Lite. Deux dispositions de bureau en plus : Chrome et Gnome 2. Amélioration de la performance.

#### Zorin OS 17.1
La version 17.1 ajoute une quatrième version Éducation. Nouvelle version de Libre Office et de Wine (pour améliorer le support des applications Windows).

#### Zorin OS 17.2
La version 17.2 apporte une nouvelle version de Libre Office notamment.
Amélioration de la prise en charge de matériel grâce au noyau Linux 6.8 mis à jour dans la base Ubuntu 22.04 LTS.

#### Zorin OS 17.3
La version 17.3 apporte une nouvelle version de Libre Office 25.2 et définit le navigateur Web Brave par défaut notamment.